# Ghetto de Niasvij
| \| Niasvij \| Localisation de Niasvij sur la carte de la Biélorussie. |
| Niasvij                                                               |

Le Ghetto de Niasvij (été 1941 — 1942) est un des ghettos de Biélorussie pendant la Seconde Guerre mondiale, un lieu de déportation des Juifs de la ville de Niasvij dans le raïon de Niasvij, voblast de Minsk et des environs, selon le processus de la Shoah en Biélorussie et l'extermination des Juifs, à l'époque de l'Occupation des territoires de l'URSS par les forces armées du Troisième Reich. Ce ghetto fut aussi le lieu d'un des premiers des soulèvements de ghettos durant la Seconde Guerre mondiale.

## Présence juive à Niasvij
Il existe des traces de la présence de Juifs à Niasvij depuis le XVIe siècle. En 1586, le roi de Pologne et le grand-prince de Lituanie accordèrent aux Juifs différents privilèges dont celui de faire partie des organes de gouvernements de la ville. Toutefois, à la différence des autres habitants, ils bénéficiaient d'un privilège de juridiction : celui d'être jugés par les seigneurs de la ville la famille Radziwill et non par les juridictions ordinaires de la ville. De même pour l'administration : ils dépendaient de celle du château de Niasvij. Comme les autres habitants de la ville, les Juifs souffrirent des guerres russo-polonaises au XVIIe siècle. Aux siècles suivants la communauté juive fut parmi les plus florissantes en Lituanie et en Pologne et peu à peu, la population s'accrut si bien qu'à la fin du XIXe siècle la population juive s'élevait à 4 687 habitants, sur un total de 8 459. En 1939, à la veille de la guerre, les chiffres de population étaient fort semblables. Avant la guerre la population juive disposait de plusieurs établissements d'enseignements, d'une grande synagogue.

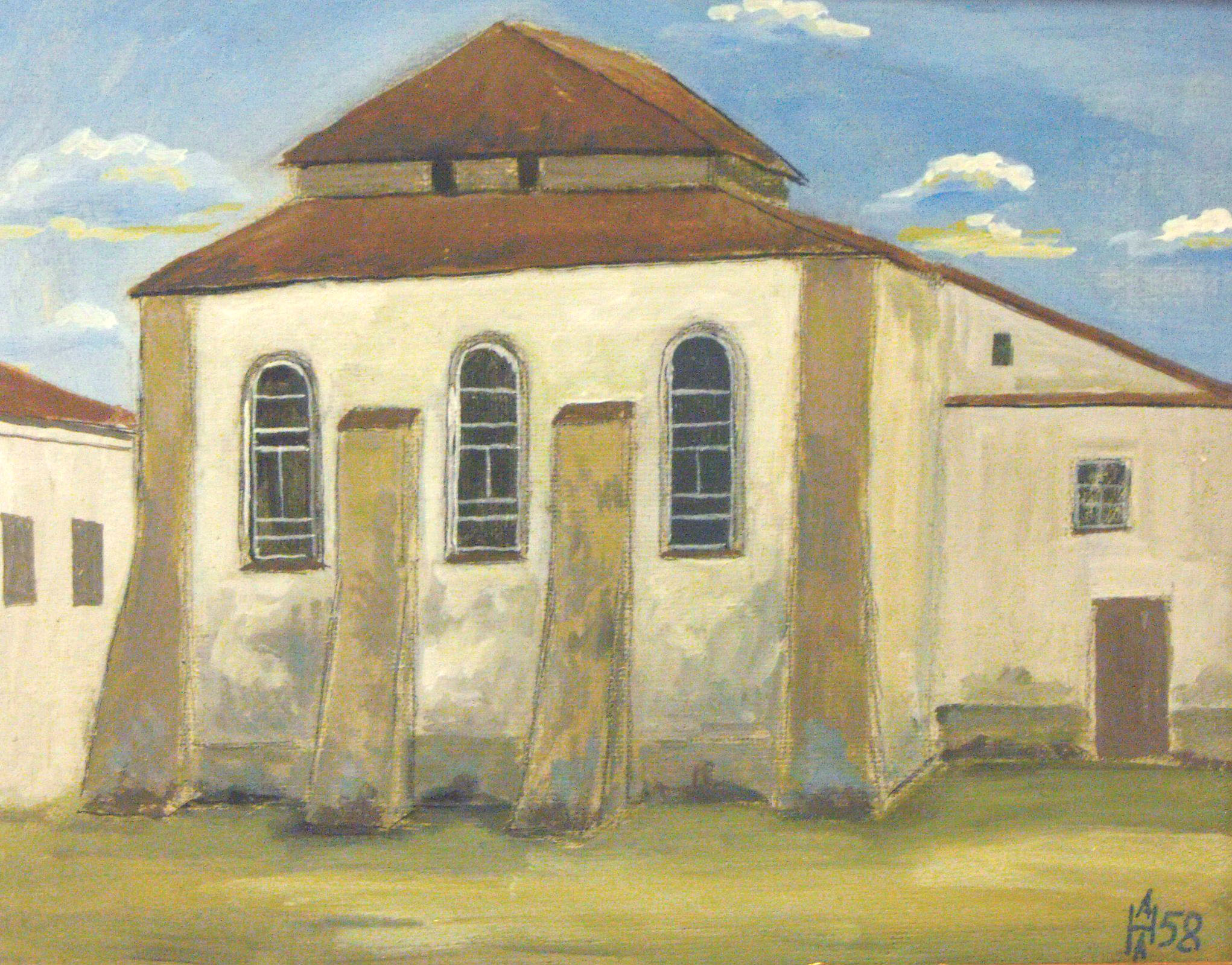
Nesvizh - synagogue 1958-1967 Anatoly Nalivaev

## Création du ghetto
Si, avant la guerre, le nombre de Juifs vivant à Niasvij s'élevait à environ 4 500 personnes, l'afflux des réfugiés en provenance de Pologne à partir du 1er septembre 1939, date de l'invasion allemande, modifia toutefois ces données dans des mesures difficiles à évaluer avec précision.
Le 24 juin 1941, (ou le 26), l'armée allemande entra dans la ville après en avoir chassé les Soviétiques de l'Armée rouge (18e division blindée), et l'occupa ensuite pendant 3 ans : du 24 juin 1941 au 4 juillet 1944. Wilhelm Kube avait été nommé gouverneur de la Biélorussie occupée et il ordonna la mise en place d'un régime de terreur à Niasvij comme ailleurs à l'encontre des habitants civils et surtout des Juifs.
Obligation pour ceux-ci du port de l'étoile de David, interdiction d'utiliser les trottoirs, obligation de se découvrir devant tout Allemand, obligation de payer des contributions, obligation de s'inscrire à une bourse de travail. Vexations et humiliations sans fin, châtiments extrêmes pour des actes insignifiants.
Le premier juillet 1941 fut institué un judenrat, à la tête duquel les Allemands placèrent un avocat réfugié de Varsovie du nom de Magalife. Une police juive fut créée. Un ghetto fut installé. Les Allemands nommèrent un certain Koudjala directeur de la prison de Niasvij.
Le 27 juillet 1941, la police locale et la gendarmerie mirent le feu au ghetto et fusillèrent 700 Juifs sur place. Parmi ceux-ci, des représentants de l'intelligentsia juive de la ville : médecins, ingénieurs, etc. Certaines des personnes tuées furent enterrées dans la ville, tandis que d'autres le furent à cinq kilomètres du village de Niasvij à Alba. En même temps, les Allemands massacrèrent 3 000 prisonniers de guerre soviétiques, qui furent enterrés dans le parc de la ville.
Les tueurs étaient sous les ordres du commandant Schleck, le chef de la Police était Vladimir Senko et son aide Kandibovitch. Ils étaient aidés par l'interprète de la gendarmerie Joseph Yanoukévitch. Les exécutants étaient des gendarmes allemands aidés par des policiers. Un certain Laurent Koneche se distingua par sa cruauté. Pour mettre en place le « nouvel ordre » allemand dans Niasvij les Allemands furent aidés par le gouvernement de la ville, dirigé par Ivan Kaloche. Le Conseil de district de Niasvij fut dirigé par un certain Avdyei arrivé de l'étranger avec les Allemands.
Le 30 octobre 1941, la 8e compagnie et le 727e régiment d'infanterie de la Wehrmacht fusillèrent 4 500 prisonniers juifs du ghetto de Niasvij. Prit également une part active à l'assassinat de ces Juifs le 11e bataillon d'infanterie lituanien. La méthode utilisée était toujours semblable à celle des autres ghettos : une carrière ou des fosses, un long rang continu de victimes, l'obligation de se déshabiller et de ranger ses vêtements, puis les fusillades toutes les journées suivant un modus operandi similaire à celui de la « Shoah par balles ».
Après la tuerie du 1941, il ne restait plus à Niasvij, qu'environ 585 prisonniers dans un petit ghetto.

## Soulèvement
Le 21 juillet 1942, eut lieu à Niasvij un des premiers soulèvements dans un ghetto de la Biélorussie occupée.
Shalom Cholawski avait organisé un groupe de résistance clandestine. La base en était composée de jeunes des mouvements sionistes. Il rassembla des armes et des explosifs avec l'aide de jeunes Juifs qui travaillaient dans les entrepôts allemands. L'objectif fixé était de se défendre en cas de nouvelle « Action », de permettre au plus grand nombre possible de s'évader et de rejoindre la résistance en forêt.
Apprenant le sort atroce des Juifs dans un des ghettos voisins (à Gorodei), la résistance se prépara à résister et à tenter de s'enfuir. Des armes à feu et surtout des armes blanches avaient été rassemblées et cachées, des bunkers avaient été créés dans le ghetto. Les habitants avaient aussi caché des réserves d'essence pour mettre le feu au village au moment choisi et créer une diversion. Le chef du Judenrat, Magalife, fut appelé à la Kommandantur et il en revint en disant : ils ne laisseront en vie que les artisans spécialisés. La population demanda alors à Magalife de répondre qu'elle se défendrait jusqu'à la mort. Le 21 juillet, les policiers biélorusses et les Allemands cernèrent le ghetto. Les clandestins s'étaient organisés comme en groupes d'armée. Le centre des opérations était situé dans la grande synagogue située à l'entrée du ghetto. La plus grande partie des prisonniers du ghetto participaient aux actions, les plus nombreux, sans autres armes que des armes blanches, des pelles, des haches.
Les Juifs incendient leurs maisons pour créer une diversion et permettre au plus grand nombre d'entre eux de s'échapper dans la forêt. Mais beaucoup sont tués ou sont rattrapés et remis aux Allemands par les habitants locaux. Les enfants et les femmes meurent nombreux, asphyxiés, dans les bunkers construits pour les protéger. En fin de compte, 25 personnes furent sauvées. Le groupe, mené par Shalom Cholawski, atteint la forêt et s’unit aux Juifs d'autres ghettos pour former une unité partisane juive appelée « Joukov ». Cette unité était appelée « Joukov » par ses propres maquisards, en l'honneur du célèbre maréchal russe ; c'étaient en réalité le groupe des Partisans Bielski lui-même qui opérait dans cette forêt de Naliboki dans le voblast voisin de Grodno.
Un autre groupe, mené par Moshe Damesek, rejoint dans la forêt de Naliboki, d'autres unités partisanes.
La révolte de Niasvij est l’un des premiers exemples de soulèvements dans un ghetto d'Europe de l'Est.
Grâce à cette lutte farouche les Juifs du ghetto de Niasvij, réussirent, outre les évasions, à tuer 40 Allemands et policiers.
Les autres soulèvements furent notamment ceux du Ghetto de Kletsk (le 21.7.1942), de Mir (9.08.1942) de Varsovie et de Bialystok en 1943.

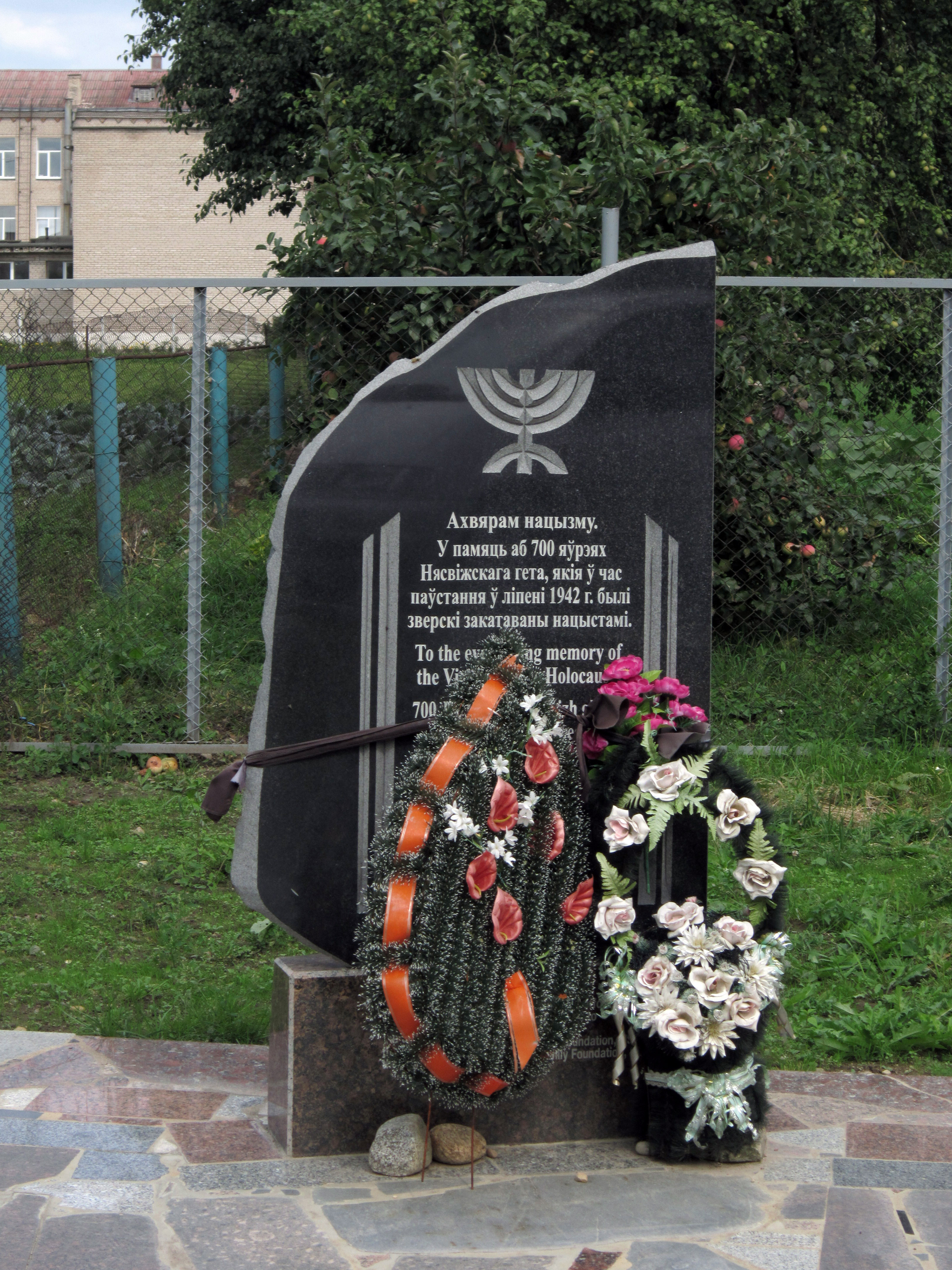
Niasvizh memorial 1-2

## Mémoire
3 monuments ont été érigés à Niasvij en souvenir des victimes. À Jérusalem également a été élevé une pierre du souvenir en leur honneur.

### Sources
- (ru) Cet article est partiellement ou en totalité issu de l’article de Wikipédia en russe intitulé « Несвижское гетто » (voir la liste des auteurs).
- (ru) Répertoire des lieux de résidence forcée de populations civiles en Biélorussie de 1941 à 1944 - Справочник о местах принудительного содержания гражданского населения на оккупированной территории Беларуси 1941-1944.
- Национальный архив Республики Беларусь (НАРБ). — ф. 845, оп. 1, д. 6, л. 55[5]

- Государственный архив Российской Федерации (ГАРФ). — ф. 7021, оп. 81, д. 102, л. 100[5]